# Måstärnarna
Måstärnarna är en sjö i Gävle kommun i Gästrikland och ingår i Hamrångeåns huvudavrinningsområde.